# Sutherland Shire
Sutherland Shire is een Local Government Area (LGA) in de Australische deelstaat New South Wales.